# Nicolas Martin (homme politique)
Pour les articles homonymes, voir Nicolas Martin et Martin.
Nicolas Martin, né à Mons, à l’hôpital Saint Georges (Ambroise Paré), le 8 octobre 1976, est un homme politique belge wallon, membre du Parti socialiste (Belgique).
Il est licencié en Sciences politiques ; il fut chef de cabinet du ministre-président de la Wallonie, chargé des questions économiques et européennes ; il a présidé le CHU Ambroise Paré.
Nicolas Martin est bourgmestre de la ville de Mons depuis décembre 2018. Depuis juin 2024, il est également député wallon.

## Parcours scolaire et académique
Nicolas Martin a commencé son parcours scolaire  à l'école communale d'Hyon. Il suit son cursus secondaire axé sur le latin-grec, puis grec-langues modernes (néerlandais, anglais et allemand) au collège Saint-Stanislas, dont il sort diplômé en 1994.
Il mène ensuite un parcours universitaire à Mons, aux FUCaM (devenu UCLouvain FUCaM Mons). Cette formation lui offre une spécialisation en questions économiques et politiques. Il obtient sa Licence en Sciences Politiques en 1999 avec grande distinction. Son mémoire de fin d'études traite de l'identité wallonne à travers un siècle de Mouvement wallon.

## Parcours politique et professionnel

### Résumé
- 1992 - 2000, Nicolas Martin est affilié au FDF. Durant cette période, il exerce les fonctions de secrétaire général et de président de la section jeunes du parti[3],[4]. En 1994, Nicolas Martin est candidat aux élections communales sur sa propre liste baptisée « Jeunes ». La liste réalise un score de 3,3 %[5].
- 2000, faisant le choix de rester à Mons (le FDF étant essentiellement bruxellois), il rejoint le Parti socialiste comme candidat d’ouverture et se lie d'amitié avec l'échevin Jean-Claude Carpentier.
- 2000 - 2006 : conseiller communal à Mons
- 2006 - 2018 : échevin à Mons
- 2012 - 2014 : bourgmestre faisant fonction en remplacement de Elio Di Rupo, Premier ministre empêché.
- 2014 - 2019 : député au Parlement de Wallonie
- depuis 2018 : bourgmestre de Mons
- 10 juillet - 31 décembre 2024 : député au Parlement de Wallonie

### Texte développé
Nicolas Martin s'investit dans la sphère politique en 1992. Il est alors âgé de 16 ans. Il adhère au FDF au moment des accords sur la réforme de l’Etat dits de la Saint Michel et de la Saint Quentin, dans un climat communautaire très tendu. Malgré des origines familiales éloignées de la politique, il s’intéresse à la défense des intérêts wallons et francophones. En 1994, il crée la liste "Jeunes" aux élections communales et provinciales à Mons, obtenant un résultat salué par la presse pour une première présentation (6% aux provinciales et 3,3% à la commune). Il évolue au sein du FDF et devient président des Jeunes, membre du bureau du parti et de la commission électorale chargée de constituer les listes.
En 2000, faisant le choix de rester à Mons (le FDF étant essentiellement bruxellois), il rejoint le Parti Socialiste comme candidat d’ouverture et se lie d'amitié avec l'Echevin Jean-Claude Carpentier. Il s'investit dans le parti, tout en militant pour la section PS de son village d’Hyon.
À la suite des élections d’octobre 2000, Nicolas Martin est élu conseiller communal (898 voix, 10e score de la liste qui comptait 45 candidats) et prend la tête du CHU Ambroise Paré. Il s’affaire au redressement et au développement de l’hôpital public, en état de quasi faillite. Durant sa présidence, l’hôpital accroît son nombre de lits de 30% et opérationnalise la fusion avec le CHP du Chêne aux Haies, l’hôpital psychiatrique de la Région wallonne basé à Mons.
Parallèlement, il occupe plusieurs fonctions politiques à Mons, dont celle d’Échevin du Développement économique et du Tourisme, à partir de décembre 2006, compétences complétées par celles de l’Urbanisme, de l’aménagement du territoire et du logement en 2009. Après ses résultats aux élections communales d’octobre 2012 (plus de 6.000 voix), il devient Bourgmestre faisant fonction, alors qu’Elio Di Rupo est Premier ministre.
Sa qualité d’Échevin et Bourgmestre faisant fonction lui donne l’occasion de se faire connaitre dans la vie politique montoise.
Sur le plan professionnel, en novembre 1999, Nicolas Martin rejoint le Cabinet du Ministre-Président du Gouvernement wallon (Elio Di Rupo, puis Jean-Claude Van Cauwenberghe en avril 2000). Il y occupe différents postes : collaborateur, attaché, conseiller, chef de cabinet adjoint, puis chef de cabinet de juillet 2004 à décembre 2006.
Il est élu Député wallon en 2014 avec l’un des plus haut scores wallons (19.300 voix), tous partis confondus. Parallèlement à son activité parlementaire, il continue d'exercer en tant qu'échevin, prenant en charge certains dossiers de la commune, comme l’implantation d’IKEA et de Decathlon à Mons, dont il négocie les installations.
En 2015, il est élu en tant que président de la Fédération socialiste de Mons-Borinage, la deuxième plus importante du parti.
En 2017, Nicolas Martin se profile pour être candidat à la tête de la liste PS à Mons. À la suite du retrait d’Elio Di Rupo, il est largement plébiscité pour tirer la liste. Les élections de 2018 se déroulent dans un climat de tensions, à la fois internes et externes. Au début du mois de septembre, Élio Di Rupo annonce qu’il compte reprendre la fonction de bourgmestre s’il obtient le meilleur score de la liste socialiste, qu’il soutient à la dernière place. En face, la tête de liste libérale, Georges-Louis Bouchez, mène le groupe « Mons en mieux » et se montre très hostile,.
Nicolas Martin axe sa campagne sur l’engagement de transformer la Ville de Mons et de réinvestir dans les domaines de base (sécurité, propreté, travaux publics, écoles ..,). Il récolte plus de voix que son concurrent interne: Elio Di Rupo (10.700 voix contre 7.700) et que Georges-Louis Bouchez (4.900 voix), du principal parti concurrent Mons en Mieux. Nicolas Martin devient donc bourgmestre de Mons et obtient le 4e plus haut score communal de Wallonie, tous partis confondus,.
A l'issue de ces élections, une coalition PS-Écolo, inédite à Mons, met en place un collège communal majoritairement féminin et rajeuni avec à sa tête Nicolas Martin.
Lors des élections régionales de 2024, Nicolas Martin est élu député avec 20.492 voix de préférence . Les statuts du Parti socialiste interdisant le cumul du mandat de bourgmestre d'une ville de plus de 50.000 habitants et de député, il se met en congé de sa fonction de bourgmestre. Il avait pourtant indiqué que sa priorité restait la Ville de Mons.
Candidat pour les élections communales de 2024, il arrive en tête devant le président du MR, Georges-Louis Bouchez. Avec 44,6% des voix et 22 sièges sur 45, il manque de justesse la majorité absolue. Bien qu'il ait lui-même admis qu'il préférait une alliance avec Les Engagés (3 sièges) et Ecolo (2), le premier parti refuse. Finalement, le PS forme une coalition avec le PTB et Ecolo (avec un total de 28 sièges), une première pour une commune wallonne.